# Хардин (Мисури)
Хардин (енгл. Hardin) град је у америчкој савезној држави Мисури.

## Демографија
По попису из 2010. године број становника је 569, што је 45 (-7,3%) становника мање него 2000. године.
| Група             | 2000.       | 2010.       |
| Белци             | 598 (97,4%) | 549 (96,5%) |
| Афроамериканци    | 1 (0,2%)    | 0 (0,0%)    |
| Азијати           | 1 (0,2%)    | 1 (0,2%)    |
| Хиспаноамериканци | 2 (0,3%)    | 9 (1,6%)    |
| Укупно            | 614         | 569         |